# 幻日樂團
幻日（Anthelion）是來自台灣的重金屬樂團，其音樂融合了傳統重金屬、鋼琴演奏以及弦樂。 樂團目前的成員包括Code、Troy。

## 歷史

### 初期（2001-2004）
2001年，Code、Zeist、Troy及Jin在台灣基隆成立幻日樂團，三個月後製作了第一張Demo，共收錄了3首歌曲
2002年，首度登上台灣大型音樂節－野台開唱，同年亦在台灣以Dark Funeral為主的金屬永生活動以及閃靈冥誕七年演唱會擔任開場嘉賓，此時團員們年僅十九歲。
2003年貝斯手Edward接替Jin，同時也加入吉他手Chaos ，四月參加台灣墾丁春天吶喊音樂節的演出。

### 單曲《血染日輪》（2004-2005）
2004年3月26日，幻日獨立發行了第一張單曲《血染日輪》，之後便開始一整年度的台灣巡迴演出，直到2005年底的大威震金屬製霸活動，幻日逐漸擁有了固定的歌迷群體。並在同年間，受邀於台灣知名談話性節目《康熙來了》。當日在節目上的表現，雖然替幻日增加了知名度，但也有部份人認為上節目不符合黑金屬應有的黑暗、嚴肅形象，因而出現兩極化的評價。

### 籌備專輯與宣告解散（2006-2007）
2006年初，幻日著手進行首張專輯《沐血再臨》的創作，此次團員們決定遠赴歐洲，前往瑞典的Studio Fredman錄製。由於是獨立製作，資金的短缺及排定錄音室時間相當不順利，使得開始錄製的日期一再延宕。這一段期間是他們最苦的日子，團員們四處籌措資金，Troy甚至拿家中的房屋向銀行借貸。同時，團員之間對於創作的方向開始出現分歧。數度溝通之後，幻日的分裂仍然沒到盡頭，反而愈演愈烈。
最終，2007年二月，Chaos、Edward甚至連創作靈魂人物Code都相繼求去。剩餘的團員Troy與Zeist對於樂團的前途感到迷茫，幻日宣告解散。

### 《沐血再臨》首張專輯與突破（2007-2009）
2007年三月，所有原定計劃全部停擺了一個月之後，Troy、Zeist決定找回Code。在協調的過程之間，收到來自瑞典的Studio Fredman錄音室確定錄音檔期的信件，更令三人決定重啟錄音計劃，並幸運的尋找到了貝斯手Ken。新的幻日於是成形，以四人編製於六月前往瑞典與Fredrik Nordstrom合作，錄製《沐血再臨》。
2007年7月21日，幻日籌備了近五年之久，終於帶著首張正式專輯《沐血再臨》回到了樂迷身邊。專輯發表會後，重新詮譯後的單曲《 Snake Corpse 》以及拍攝MV的《血嫁》、《破魂錄》等都受到樂迷不錯的迴響。緊接著的便是一連串的巡迴演出，幻日站上了首度將場地擴大至中山足球場的野台開唱音樂節、以及高雄的大港開唱音樂節。
此時，幻日成員合資專屬的錄音工作室也正式啟用。
2007年底，幻日的音樂版圖開始拓展到亞洲地區，從日本關東至關西（東京、名古屋、大阪、京都、神戶）一共五地六場演出，一直到2008年初受邀前往泰國曼谷、新加坡參加當地音樂節。經過一年多的四處征戰，讓他們在亞洲建立起名聲，更讓《沐血再臨》改版銷售。
2008年中，幻日參與了當時所屬的經紀公司－Ultimate Music所策畫的重金屬合輯，並收錄了兩首歌曲，同年末參加了同公司策畫來自七國共十多支樂團參與的Ultimate Metal Fest，幻日的巡迴演出也在此時告一段落。

### 單曲《曼珠沙華》與渡過低潮（2009-2011）
2009年一月，幻日返回錄音室開始籌備第二張專輯的錄製，但此時貝斯手Ken卻因個人因素而決定離開。在尋找新成員的期間，成員各自開始忙於自己的生活及其他工作，對於樂團事務漸漸漠不關心。幻日面臨低潮，新作品也遙遙無期。
2009年底，新任Bass手Siniz加入。新成員的加入漸漸讓低潮消失，取而代之的是樂團成員的重新聚合。
2010年春天幻日開始新作品的錄製工作。此時幻日決定製作不同於《沐血再臨》氣勢磅礡的感覺，而以單曲形式呈現出新的面貌。
2010年8月13日新單曲《曼珠沙華》發行。與以往作品的狂躁、暴力相比，《曼珠沙華》更顯陰柔、抑鬱。期間參加了2010年的搖滾台民樂團節，2011年春天吶喊音樂節，更在2011年六月從香港一路至內蒙古，展開共十場三千多公里的中國大陸巡迴演出。
2011年底，與第一張專輯相隔五年，幻日開始製作第二張正式專輯。
據Code表示： 「每一次的創作與打造音樂的過程，幻日都在不斷挑戰自我。那些外人所認為的好與不好，就是在這樣充滿討論與衝突的情況下產生。這次的挑戰我認為是在追尋屬於幻日的「道」，並非某個個體所能代表。當然，也有很多在製作中產生矛盾的難關需要克服。畢竟如果是一個群體的道，勢必無法單純滿足少數人的想法。但相對這樣的路也更能使人堅定，只要能夠消化與琢磨那些表面的詞曲與樂句，最終就能聽見最深處的靈魂，那也是最真實的幻日。《黑羽》不會是一張完美的幻日，但它一定會是最真實的幻日。」

### 專輯《黑羽》（2012-2014）
專輯《黑羽》於2014年6月27日發行。原定於2012年發行，但因為專輯母帶送往國外後的溝通問題，導致了專輯的延後發行。

## 樂團標誌與團名來源
樂團的標誌設計為「幻日」二字合而為一的形象。
至於團名來源，「幻日」為一種在中國古代被喻為不祥之兆的大自然現象。根據《晉書天文志》中關於「幻日」一詞的記載：西元314年一月，有三個太陽自西向東運動。317年一月，又出現三個太陽，有白虹直通天頂。 太陽周圍有重重日暈，左右有日珥。占卜的人說：「白虹，預示有兵亂。三個太陽一起出現，不過三個月，諸侯要爭做皇帝」。果然三月江東的吳國稱帝，又有其他諸侯稱王，天下大亂。
樂團將這種意象引申為對一種既定體制的討伐，有時事情的對與錯、正與反，只消換個角度便會有截然不同的答案。

## 團員

### 現任團員
Code - 主唱、鍵盤（2001 - 2006，2006 - 現在）
Troy - 鼓（2001 - 現在）

### 前任團員
Jin - 貝斯（2001 - 2003）
Edward - 貝斯（2003 - 2007）
Chaos - 吉他（2003 - 2004）
Han - 吉他（2004 - 2005）
Roslin - 鍵盤（2004 - 2005）
Nicole - 鍵盤（2005 - 2005）
Ken - 貝斯（2007 - 2009）
Zeist - 吉他（2001 - 2017）
Siniz - 貝斯（2009 - 2020）

## 作品列表

### 錄音室專輯
《沐血再臨》（Bloodshed Rebefallen）（2007）
《黑羽》（Obsidian Plume）（2014）

### 單曲
《血染日輪》（Bloodstained Anthelion）（2004）
《曼珠沙華》（Manjusaka）（2010）
《驚惶的夢》（2013）
《潰血殛懼 （页面存档备份，存于）》 (2019)

### 合輯
《Ultimate Metal VOL.1》（2008）